# 韦正 (南梁)
韦正（？—？），字敬直，京兆郡杜陵县（今陕西省西安市）人，出自京兆韦氏东眷，南梁侍中、车骑将军、永昌严侯韦叡第二子，南梁官员。

## 生平
韦正以南康王行参军为起家官，略微升任中书侍郎，外任襄阳郡太守。当初，韦正和东海王僧孺亲近和睦，等到王僧孺出任尚书吏部郎，掌管选官事务，王僧孺的宾客友人没有不迎合奉承的，只有韦正淡然处之。等到王僧孺被罢免，韦正又加深了和他平日的友谊，甚至超过从前，舆论赞美他。韦正后来历任官职做到给事黄门侍郎，在任内去世。

## 家庭

### 兄弟
- 韦放，南梁持节、督北徐州诸军事、信武将军、北徐州刺史、永昌宜侯
- 韦棱，南梁光禄卿
- 韦黯，南梁持节、轻车将军、都督城西面诸军事

### 子女
- 韦载，南陈散骑常侍、轻车将军、太子右卫率
- 韦昂，南梁追赠员外散骑常侍
- 韦鼎，隋朝上仪同三司、光州刺史